# Guignicourt-sur-Vence
Guignicourt-sur-Vence é uma comuna francesa na região administrativa de Grande Leste, no departamento Ardenas. Estende-se por uma área de 9,48 km². Em 2010 a comuna tinha 297 habitantes (densidade: 31,3 hab./km²).